# Водомари
Водомари (лат. Alcedinidae) су породица птица из реда модроврана (лат. Coraciiformes). Представници ове породице се могу наћи на скоро целој планети. Неке врсте, углавном острвске су угрожене и прети им изумирање.

## Опис
Водомари су птице мале и средње величине. Најмањи представник породице је афрички патуљасти водомар (Ispidina lecontei), који достиже дужину од 10 cm и тежину од 9 до 12 g. Највећа врста водомара у Африци је џиновски водомар (Megaceryle maxima), који достиже дужину од 42 до 46 cm и тежину од 255 - 426 g. Насмејана кукабура (Dacelo novaeguineae) је најтежа врста, чије женке достижу тежину од скоро 500 g.
За све врсте водомара је карактеристично да имају велику главу, дуг, оштар и зашиљен кљун, кратке ноге и реп. Већина врста има светло перје, при чему не постоји велика разлика између полова. Већина врста насељава тропске крајеве, а мала већина врста насељава искључиво шуме. Хране се разноврсним пленом. Неке врсте живе у близини река и хране се рибом, док друге живе даље од река и хране се малим бескичмењацима. Гнезде се у шупљинама, обично у тунелима ископаним на обалама река. Неке врсте се гнезде у гнездима термита.

## Систематика
Породица водомара се састоји од три потпородице, које се даље деле на 19 родова и 114 врста.
Водомари (лат. Alcedinidae):
- потпородица 
  - Ispidina
  - Corythornis
  - Alcedo
  - Ceyx
- потпородица 
  - Megaceryle
  - Ceryle
  - Chloroceryle
- потпородица 
  - Actenoides
  - Caridonax
  - Cittura
  - Clytoceyx
  - Halcyon
  - Lacedo
  - Melidora
  - Pelargopsis
  - Tanysiptera
  - Dacelo
  - Syma
  - Todiramphus